# Хельбедюндорф
Хельбедюндорф (нем. Helbedündorf) — община в Германии, в земле Тюрингия. 
Входит в состав района Кифхойзер.  Население составляет 2611 человек (на 31 декабря 2010 года). Занимает площадь 96,30 км².
Коммуна подразделяется на 7 сельских округов.